# NGC 4096
NGC 4096 est une galaxie spirale intermédiaire relativement rapprochée et située dans la constellation de la Grande Ourse. NGC 4096 a été découverte par l'astronome germano-britannique William Herschel en 1788.

## Caractéristiques
La classe de luminosité de NGC 4096 est III et elle présente une large raie HI. Elle renferme également des régions d'hydrogène ionisé.

### Distance
Sa vitesse par rapport au fond diffus cosmologique est de 781 ± 15 km/s, ce qui correspond à une distance de Hubble de 11,52 ± 0,84 Mpc (∼37,6 millions d'al).
À ce jour, 31 mesures non basées sur le décalage vers le rouge (redshift) donnent une distance de 11,494 ± 2,389 Mpc (∼37,5 millions d'al), ce qui est à l'intérieur des valeurs de la distance de Hubble. Puisque cette galaxie est relativement rapprochée du Groupe local, cette distance est peut-être plus près de sa distance réelle que la distance de Hubble. Notons que c'est avec la valeur moyenne des mesures indépendantes, lorsqu'elles existent, que la base de données NASA/IPAC calcule le diamètre d'une galaxie.

### Classification
Il n'y a pas vraiment de barre nettement visible sur l'image obtenue des données de l'étude SDSS. La classification de spirale intermédiaire par les bases de données NASA/IPAC et HyperLeda semble mieux convenir à cette galaxie.

### Luminosité dans l'infrarouge
La luminosité de la galaxie NGC 4096  dans l'infrarouge lointain (de 40 à 400 µm)  est égale à 2,51 × 109 {\displaystyle L_{\odot }} (109,40{\displaystyle L_{\odot }}) et sa luminosité totale dans l'infrarouge (de 8 à 1 000 µm) est de 3,16 × 109 {\displaystyle L_{\odot }} (109,50{\displaystyle L_{\odot }}).

## Trou noir supermassif
Si on se base sur les mesures de luminosité de la bande K de l'infrarouge proche du bulbe de NGC 4096, on obtient une valeur de 106,2 {\displaystyle M_{\odot }} (1,6 million de masses solaires) pour le trou noir supermassif qui s'y trouve.

## Supernova
Deux supernovas ont été découvertes dans NGC 4096 : SN 1960H et SN 2014bi.

### SN 1960H
Cette supernova a été découverte le 18 juin par l'astronome suisse Paul Wild de l'université de Berne et par l'astronome américain Milton Humason. Cette supernova était de type Ia-pec. 

### SN 2014bi
Cette supernova a été découverte le  31 mai dans le cadre du programme LOSS (Lick Observatory Supernova Search) de l'observatoire Lick. Cette supernova était de type IIP.

## Groupe de NGC 4051 et de M101
Selon A.M. Garcia, la galaxie NGC 4096 fait partie d'un groupe de galaxies qui compte au moins 19 membres, le groupe de NGC 4051. Les autres membres du groupe sont NGC 3906, NGC 3938, NGC 4051, NGC 4111, NGC 4117, NGC 4138, NGC 4143, NGC 4183, NGC 4218, NGC 4288, NGC 4346, NGC 4389, IC 750, UGC 6805, UGC 6818, UGC 6930, UGC 7089 et UGC 7129.
D'autre part, dans un article publié en 1998, Abraham Mahtessian indique que NGC 4096 fait partie d'un groupe plus vaste qui compte plus de 80 galaxies, le groupe de M101. Plusieurs galaxies de la liste de Mahtessian se retrouvent également dans d'autres groupes décrits par A.M. Garcia, soit le groupe de NGC 3631, le groupe de NGC 3898, le groupe de M109 (NGC 3992), le groupe de NGC 4051, le groupe de M106 (NGC 4258) et le groupe de NGC 5457.
Plusieurs galaxies des six groupes de Garcia ne figurent pas dans la liste du groupe de M101 de Mahtessian. Il y a plus de 120 galaxies différentes dans les listes des deux auteurs. Puisque la frontière entre un amas galactique et un groupe de galaxie n'est pas clairement définie (on parle de 100 galaxies et moins pour un groupe), on pourrait qualifier le groupe de M101 d'amas galactique contenant plusieurs groupes de galaxies.

## Amas de la grande Ourse et superamas de la Vierge
Les groupes de M101 et de NGC 4051 font partie de l'amas de la Grande Ourse, l'un des amas galactiques du superamas de la Vierge.